# Bisingen
Bisingen är en kommun och ort i det tyska förbundslandet Baden-Württemberg. Kommunen består av ortsdelarna Bisingen, Thanheim, Wessingen och Zimmern. Folkmängden uppgår till cirka 9 800 invånare, på en yta av 32,83 kvadratkilometer.
Kommunen ingår i kommunalförbundet Bisingen tillsammans med kommunnen Grosselfingen.
I kommunen ligger Burg Hohenzollern.